# Tribunal de Pont-l'Évêque
Le tribunal d'instance est un monument de Pont-l'Évêque construit au début du XIXe siècle. 

## Localisation
Le tribunal d'instance est situé place du Palais-de-Justice à Pont-l'Évêque.

## Histoire
,.

L'édifice est inscrit partiellement aux monuments historiques par un arrêté du 5 décembre 1997 : les façades et les toitures, le vestibule, l'escalier avec sa cage, la salle d'audience avec son décor font l'objet de la mesure de protection .

## Architecture
.